# Max-Planck-Institut für Pflanzenzüchtungsforschung
Das Max-Planck-Institut für Pflanzenzüchtungsforschung (MPIPZ) in Köln (bis 30. November 2009 Max-Planck-Institut für Züchtungsforschung (MPIZ)) ist ein deutsches Forschungsinstitut auf dem Gebiet der molekularen Pflanzenbiologie. Es ist Teil der Max-Planck-Gesellschaft und beschäftigt ca. 350 Mitarbeiter.
Das MPIPZ betreibt molekulare Grundlagenforschung an Pflanzen mit dem Ziel, wirkungsvolle Züchtungsmethoden und umweltverträgliche Pflanzenschutzstrategien für Nutzpflanzen zu entwickeln.

## Geschichte
Das zunächst von der Kaiser-Wilhelm-Gesellschaft zur Förderung der Wissenschaft gegründet und geleitete Institut für Züchtungsforschung wird seit 1948 von der Max-Planck-Gesellschaft zur Förderung der Wissenschaften fortgeführt. Seit dem Jahre 1951 trägt es den Namen Max-Planck-Institut für Züchtungsforschung.
Die Kaiser-Wilhelm-Gesellschaft entschloss sich 1927, ein Institut für Züchtungsforschung in Müncheberg östlich von Berlin zu gründen und Erwin Baur zum ersten Direktor zu ernennen. Baur war Pflanzengenetiker und gilt als Gründer der Pflanzenvirologie und Entdecker der Plastidenvererbung. Er legte den Grundstein der Genetik des Löwenmäulchens (Antirrhinum). Unter seiner Leitung entstanden im Müncheberger Institut  Neuzüchtungen wie beispielsweise die Süßlupine. Nach Baurs Tod im Dezember 1933 übernahm Bernhard Husfeld kommissarisch die Leitung bis zur Ernennung Wilhelm Rudorfs zum Institutsdirektor im Frühjahr 1936.
Im März/April 1945 wurde das Institut nach Voldgsen, Kreis Hameln, verlegt. 1956 war eine Übersiedlung nach Köln auf das Gelände des Guts Vogelsang. Nach der Emeritierung von Rudorf im Jahr 1961 erfolgte unter Joseph Straub eine erste große Umorientierung des Instituts. Der Schwerpunkt der wissenschaftlichen Arbeiten wurde vom primär anwendungsorientierten Sektor auf die Grundlagenforschung verlagert. Wissenschaftler des Instituts erarbeiteten dabei Methoden der Zell- und Gewebekultur höherer Pflanzen. Nach der Emeritierung von Joseph Straub und Wilhelm Menke (* 1910; Direktor des Instituts ab 1968) wurden in den Jahren 1978 bis 1985 Jozef Schell, Heinz Saedler, Klaus Hahlbrock und Francesco Salamini als neue Direktoren berufen. Mit ihrer Erneuerung verlagerte sich der Forschungsschwerpunkt erneut, nunmehr auf die molekulargenetische Grundlagenforschung und ihre Anwendung in der Pflanzenzüchtung. Dieser Arbeitsschwerpunkt wurde durch die Berufungen von Paul Schulze-Lefert und George Coupland, die zurzeit Direktoren am MPIPZ sind, weiter ausgebaut. Im November 2009 wurde eingewilligt, das Institut in „Max-Planck-Institut für Pflanzenzüchtungsforschung“ umzubenennen. Damit schloss es an seinen im Ausland bekannten Namen "Max-Planck-Institute for Plant Breeding Research" und an seinen Schwerpunkt Pflanzen an.
1998 war das Institut von einem Fälschungsskandal betroffen.

## Abteilungen
Vier wissenschaftliche Abteilungen am MPIPZ bearbeiten Fragen der Evolution von Pflanzen, ihres genetischen Bauplans, ihrer Entwicklung sowie ihrer Wechselwirkungen mit der Umwelt.

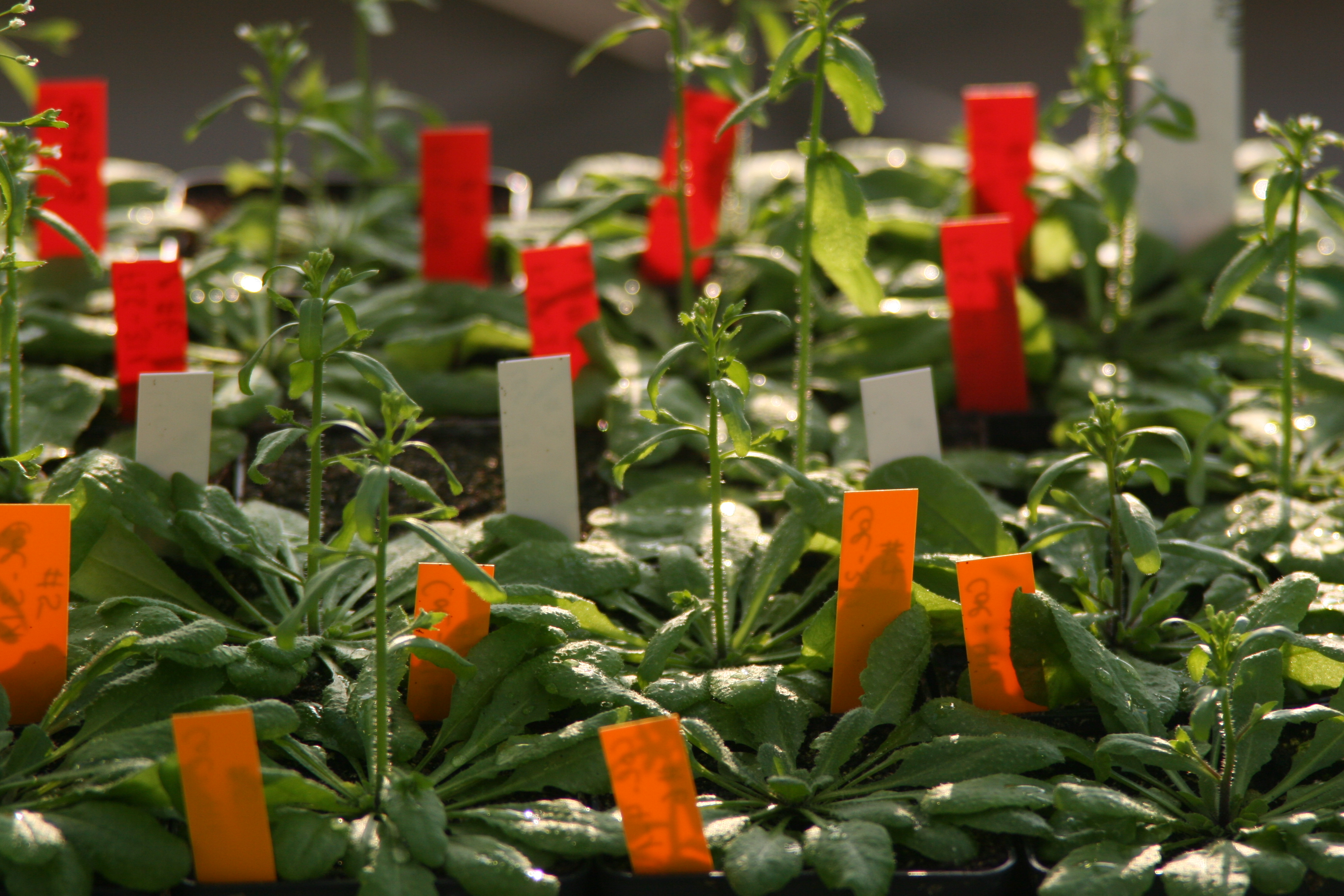
Acker-Schmalwand (Arabidopsis thaliana) Versuchspflanzen im Gewächshaus

Unter der Leitung von Paul Schulze-Lefert untersucht die Abteilung Molekulare Phytopathologie, wie die Pflanzen mit den für sie schädlichen Mikroorganismen wie Pilzen und Bakterien interagieren und welche Abwehrreaktionen sie gegen die Krankheiten entwickelt haben. Dabei widmen sich die Forscher besonders den molekularen Mechanismen der Signalverarbeitung in den Modellorganismen Acker-Schmalwand (Arabidopsis thaliana) und in ausgewählten Nutzpflanzen.
Die Abteilung Vergleichende Entwicklungsgenetik unter der Leitung von Miltos Tsiantis will aufklären, wie Genotypen durch den Prozess der Morphogenese in organismische Formen übersetzt werden und wie das Gleichgewicht zwischen Erhaltung und Divergenz in morphogenetischen regulatorischen Netzwerken unterschiedliche organismische Formen während der Evolution hervorbringt. 
Die Abteilung Entwicklungsbiologie der Pflanzen, geleitet von George Coupland, untersucht, wie Signale aus der Umwelt übertragen werden und den Zeitpunkt der Blüte beeinflussen. Von besonderem Interesse sind diejenigen Mechanismen, welche Pflanzen in die Lage versetzen, jahreszeitliche Änderungen der Tageslänge wahrzunehmen und als Antwort darauf die Blütenbildung einzuleiten. Acker-Schmalwand sowie Gerste (Hordeum vulgare) und mehrjährige Pflanzenarten dienen dabei als Modellorganismen.
Die Abteilung für Chromosomenbiologie, geleitet von Raphael Mercier,  hat zum Ziel, die molekularen Mechanismen der Rekombination zu entschlüsseln und wie die Rekombination die Anpassung beeinflusst. Das oberste Ziel dieser Abteilung ist es, die Meiose zu verstehen und Innovationen für die Pflanzenzüchtung vorzuschlagen.

## Öffentlichkeitsarbeit
Für Besuchergruppen und auch Schulklassen bietet das MPIPZ Führungen durch das Institut an. Das Programm wird auf die Vorbildung und die Interessen der Besuchergruppe abgestimmt.
In den Lehrgärten des Instituts finden Besucher im Sommer Züchtungsforschung zum Anfassen: Dort sind etwa 100 Nutzpflanzenarten angebaut. An Exemplaren lassen sich zum Beispiel Unterschiede zwischen Wildformen, alten Kulturarten und modernen Zuchtformen beobachten. Zu sehen sind auch Obstsorten wie die Jostabeere, eine im Institut gezüchtete Kreuzung zwischen Johannis- und Stachelbeere. Eine Zusammenfassung von Informationen zu den bekanntesten Kulturpflanzen befindet sich auch auf der Homepage.

## WissenschaftsScheune (WiS)

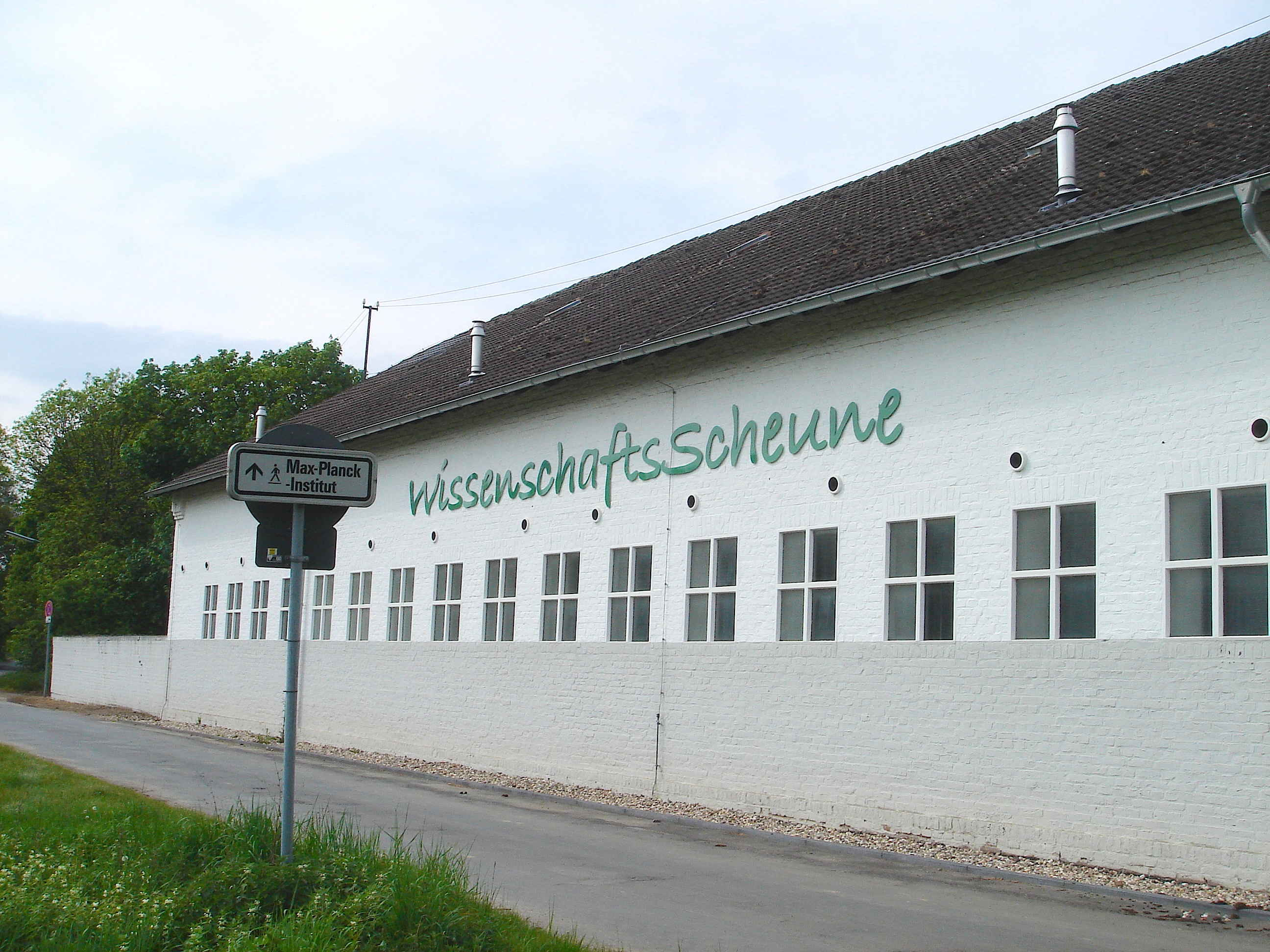
WissenschaftsScheune

Die WissenschaftsScheune (WiS) ist eine Einrichtung des MPIPZ, in der Besucher Wissenschaft hautnah erleben können. Die Bandbreite der Forschung reicht vom DNA-Molekül bis zum Anbau neuer Kultursorten. Themen der Grundlagenforschung und können Besucher in Erlebniswelten sowohl in der Scheune des Gutshofs als auch im Schaugarten spielerisch entdecken. Zugänglich ist die Wissenschaftsscheune nur Besuchergruppen. Einzelpersonen müssen Besuchergruppen bilden oder sich einer Besuchergruppe anschließen. Zur Auswahl stehen altersgerechte Angebote bis hin zu Kindergeburtstage und Ferienangebote nach Absprache. Die WissenschaftsScheune liegt im Landschaftspark Belvedere.

## International Max Planck Research School (IMPRS)
Seit Januar 2001 ist am Institut die International Max Planck Research School on the Molecular Basis of Plant Development and Environmental Interactions angesiedelt. Das interdisziplinäre englischsprachige Promotionsprogramm richtet sich an Studenten mit dem Zweck neue, bahnbrechende Forschungen voranzutreiben. Innerhalb dieser "Research School" kooperiert das Max-Planck-Institut für Züchtungsforschung mit der Universität zu Köln (Institut für Botanik, Institut für Biochemie), dem Institut für Bioorganische Chemie (Poznań, Polen), dem Institut für Pflanzenwissenschaften (Gif-sur-Yvette, Frankreich) und dem Biologischen Forschungszentrum (Szeged, Ungarn). Sprecher der IMPRS ist George Coupland, der auch Direktor am Institut ist. Ende 2012 wurde die IMPRS um sechs Jahre für den Zeitraum von 2014 bis 2019 verlängert.